# Herpsilochmus sticturus
Herpsilochmus sticturus là một loài chim trong họ Thamnophilidae.